# Maglownica 2
Maglownica 2 (tytuł oryg. The Mangler 2) – filmowy horror z 2002 roku, kontynuacja filmu Tobe'a Hoopera Maglownica (1995). Film przeznaczono do dystrybucji video/DVD.
Sequel horroru – Maglownicę: Odrodzenie, wydano w 2005 roku.

## Obsada
- Lance Henriksen jako Dyrektor
- Chelse Swain jako Joanne „Jo” Newton
- Philippe Bergeron jako Chef Lecours
- Dexter Bell jako Will Walsh
- Daniella Evangelista jako Emily Stone